# 倫文標
倫文標（英語：Bill Lun，1949年—），籍貫廣東新會，香港兒童文學作家及香港兒童文藝協會創會會員。香港自助漫遊先驅。浪跡世界超過兩百個國家、海島和地區。

## 背景
倫文標在1949年生於香港，祖籍新會，早年居住在荃灣，畢業於中華基督教會全完第一小學，後入讀德明中學，並於1968年畢業。他從小學開始至大學階段一直以半工讀方式完成學業，入讀全完小學下午校時當過夜校雜役。另一方面，他自小喜歡歷史地理，對靜態活動如閱讀、寫作、攝影，及體育活動如武術、單車、游泳皆有興趣，並特別鍾情遠足。1973年他從香港浸會學院史地系畢業後，1974年到美國加州浸會學院、加州州立大學、加州大學分別修畢文學士、圖書館碩士及圖書館自動化專業證書。
倫文標擔任過中、小學教師，1977年起先後環遊世界五次，寫成多本著作，在報章發表文章。稍後在電視及電台主持旅遊節目, 舉辦攝影展覽和講座。1992年與朋友創辦「樹屋田莊」，推廣綠色文化與健康活動。1998年移民美國，1998年至2000年在加州灣區辦華人訊息報刊。2004年遷往纽约, 在一間知識產權律師行當文件掃瞄協調員。2008年成立「天才熊貓幼兒園」，藉此培育孩童。

## 作品
- 遊記：
  - 《標叔叔遊世界》
  - 《標叔叔遊歷記》
  - 《標叔叔列國遊》
  - 《江湖任我闖》
  - 《拖鞋走天涯》
  - 《克難旅程》
  - 《遊客不遊》
  - 《浪跡天涯》
  - 《奇聞趣事非洲之旅》
  - 《奇聞趣事太平洋之旅》
- 散文：
  - 《車轔轔》
  - 《單車橫越美國八十天》
  - 《紐西蘭心情之旅 (合著) 》

### 其他參考來源
- 《香港文學作家傳略》，劉以鬯主編
- 《香港兒童文學30家》，東瑞主編
- 「人物專訪-當年今日」《中國旅遊》289期